# Rosemarie Zens

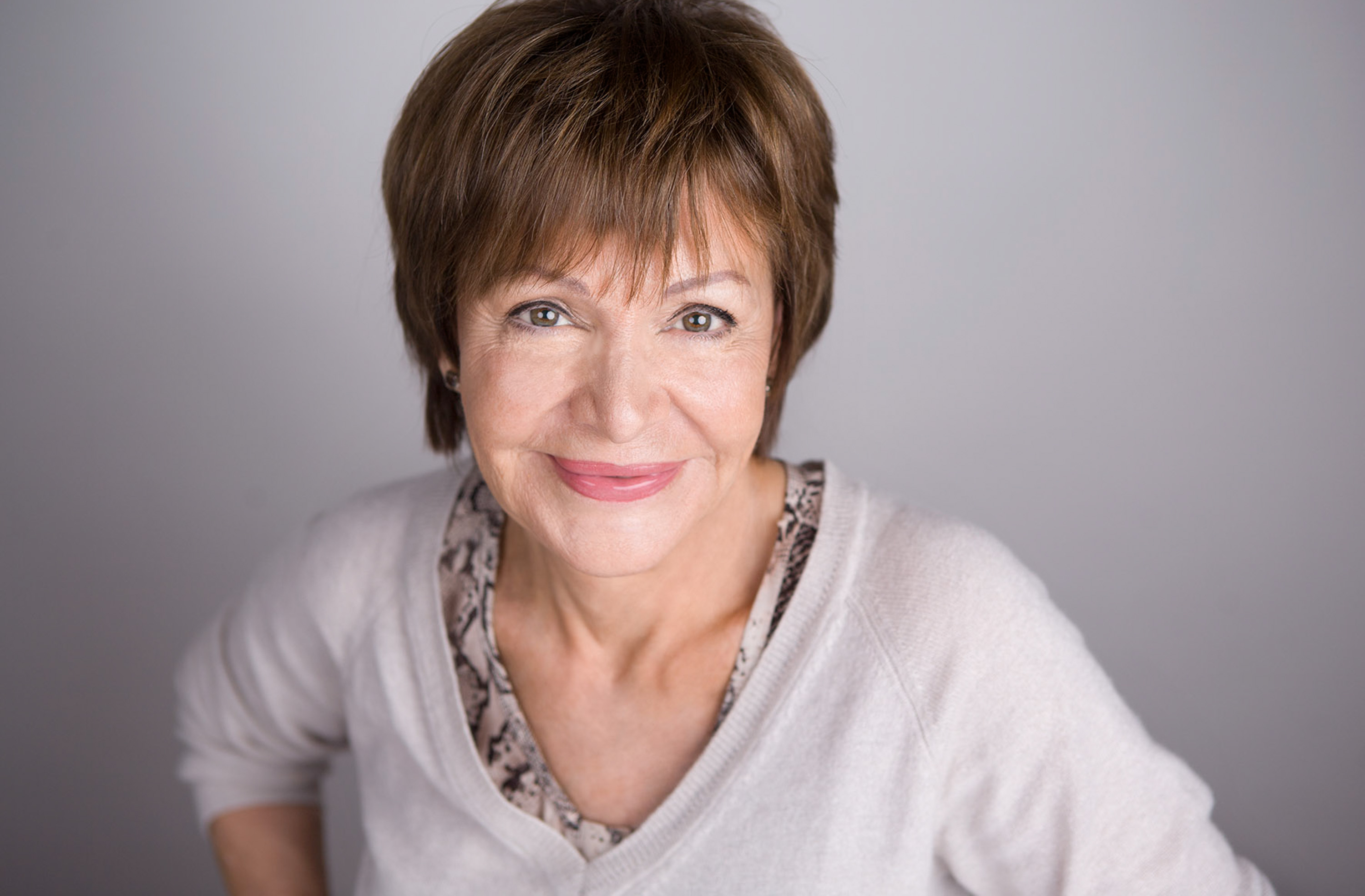
Rosemarie Zens, 2013

Rosemarie Zens (* 26. August 1944 in Bad Polzin/Pommern) ist eine Deutsche Schriftstellerin und Fotografin.

## Leben
Geboren in Pommern, gehörte Zens zu den Vertriebenen und floh mit ihrer Mutter 1945. Zens verbrachte ihre Jugend in Bochum. Sie studierte von 1964 bis 1967 Biologie, Geschichte und Anglistik an den Universitäten Münster und München und arbeitete anschließend von 1967 bis 1972 als Lehrerin in München, Berkeley (Kalifornien) und Düsseldorf. In Praktika und Lehrgängen in Düsseldorf ließ sie sich als Montessori-Lehrerin ausbilden. Nach der Geburt zweier Kinder studierte sie am Münchner Psychoanalytischen Weiterbildungsinstitut für Ärzte und Lehrer. 1981 nahm sie ein Zweitstudium in Neueren Deutschen Literaturwissenschaften auf, das sie 1989 mit der Promotion einer sprach- und wissenschaftskritischen Arbeit über das Spätwerk von Wilhelm Raabe abschloss. Nach einer psychoanalytischen Ausbildung in Zürich (Daseinsanalyse) arbeitet sie als Psychotherapeutin in eigener Praxis und veröffentlicht wissenschaftliche Arbeiten.
Seit 1995 veröffentlicht sie Gedichte, Kurzprosa und Essays in Literaturzeitschriften, Einzelbänden und Hörbüchern. Fotografische Arbeiten wurden seit 2008 in Ausstellungen präsentiert und sind in Büchern erschienen. Rosemarie Zens lebt in Berlin.

## Werke
- Was wiegen die Wolken. Gedichte, Prosa, Fotografien. PalmArtPress, Berlin 2024, ISBN 978-3-96258-168-8.
- Wait, Wait Beloved Shade – Art Cards 01. A selection of 18 images (2007 – 2022). Berlin 2023 (englisch/deutsch, im Selbstverlag).[2]
- Moon Rabbit. The Chinese Journey. Kehrer Verlag, Heidelberg 2020, ISBN 978-3-86828-972-5  (engl./dt.).
- As the Eye Wanders. Brave Books, Berlin 2017, ISBN 978-3-947312-00-9 (sechs Leporellos in einer Hülle).
- Roswitha Schieb, Rosemarie Zens (Hrsg.): Zugezogen. Flucht und Vertreibung – Erinnerungen der zweiten Generation. Schöningh, Aachen 2016, ISBN 978-3-506-78570-1.
- The Sea Remembers. Kehrer Verlag, Heidelberg 2014, ISBN 978-3-86828-505-5 (engl./dt.).
- Carousel of Time. Artist’s book. (Selected for the 6th Annual Photobook Exhibition) Berlin 2013.
- Journeying 66. Vom Mythos des Unterwegsseins. The Myth of the Road. Kehrer Verlag, Heidelberg 2012, ISBN 978-3-86828-275-7 (engl./dt.).
- Im Schein der Laterna Magica. Hidden Patterns. Ausgewählte Schriften, Gedichte und Photographien. Edition WortOrt, Berlin 2011, ISBN 978-3-00-031942-6 (dt./engl.).
- Vom Gesetz der Währung. Gedichtzyklus. Rimbaud Verlag, Aachen 2009, ISBN 978-3-89086-526-3.
- Eingeschrieben in Kohlenstoff. Ausgewählte Gedichte. Rimbaud Verlag, Aachen 2007, ISBN 978-3-89086-558-4.
- Oberhalb der Solarsegel. Notationen nach der Natur. Gedichtzyklus. Verlag Die Scheune, Dresden 2004, ISBN 3-89086-577-1.
- Als gingen wir vorüber. Gedichte. Aphaia Verlag, Berlin 2003, ISBN 978-3-9266-7736-5.
- Lautlos. Regenatem. Gedichte mit Holzschnitten von Wilfried Bohne und Kompositionen für Stimme und E-Gitarre von Friedemann Graef. Aphaia Verlag, Berlin 2002, ISBN 3-926677-33-3.
- Aus dem Logbuch. Gedichte, KMS Verlag, Witzenhausen 2000, ISBN 3-934768-01-6.
- Museum Erde. Magazin: Gedichte und Prosa. KMS Verlag, Witzenhausen 1999, ISBN 3-934768-00-8.
- Gesundheit und Krankheit – Begriffe im Wandel der Zeit – oder: das Rätsel annehmen. in: Henning Albrecht (Hrsg.): Heilkunde versus Medizin? Gesundheit und Krankheit aus der Sicht der Wissenschaften. Hippokrates Verlag, Stuttgart 1993, ISBN 3-7773-1098-0, S. 23–34.
- Krankheit und Medizin im erzählten Text. Eine Untersuchung zu Wilhelm Raabes Spätwerk. Königshausen u. Neumann, Würzburg 1990, ISBN 3-88479-476-0 (unter dem Namen Rosemarie Henzler).

## Tonaufnahmen
- Die Schöne, das Fortgehen, der Ort. Gedichte über die andere Nacht. (Text und Stimme: Rosemarie Zens, Gitarre: Jürgen Heckel) Hörbuch, Edition WortOrt, Berlin 2006, ISBN 3-00-019189-5.
- Siliziumherz. Poesie und Perkussion. (Texte: Rosemarie Zens, Komposition: Ulrich Moritz), Berlin 2003
- Lautlos. Regenaten. Rosemarie Zens, Künstlerporträt, Hörbuch, Berlin 2002